# Daniel Milton
Daniel Alexander Milton, född 8 oktober 1974 i Linköping, är en svensk konstnär, fotograf och dokumentärfilmare.

## Biografi
Daniel Milton är född i Linköping och uppvuxen i Mullhyttan utanför Örebro. Han är utbildad vid bl.a. Ölands konstskola, Fotoskolan STHLM och Akademin Valand. Sedan 2003 är han bosatt och verksam i Stockholm. 
Milton har ställt ut separat på bland annat Arvika Konsthall (2017) Eskilstuna konstmuseum (2013), Eksjö museum (2012), Galleri Thomassen (2011) , Galleri Mårtenson & Persson, Stockholm och Båstad (2010, 2011, 2014)  och deltagit i grupputställningar på bl.a. Fotografiska (2017) Kalmar Konstmuseum (2004). 
Dokumentärfilmen Skräpytan är Miltons regidebut.

## Separatutställningar (urval)
- 2017 "We only come out at night" - Arvika konsthall, Arvika
- 2015 "Lost & Found" - Arvika konsthall, Arvika
- 2014 "Everyone who lives will suffer" - Galleri Mårtenson & Persson, Stockholm
- 2013 "Next to nothing" - Eskilstuna konstmuseum, Eskilstuna
- 2012 "This too shall pass" - Centralgalleriet, Gävle
- 2012 "Born to be" - Eksjö Museum, Eksjö
- 2011 "La la land" - Galleri Thomassen, Göteborg
- 2011 "State of mind" - Galleri Mårtenson & Persson, Båstad
- 2010 "Cut" - Galleri Mårtenson & Persson, Stockholm
- 2009 "The time is now" - Galleri Uusitalo, Helsingfors (solo)
- 2009 "Zeitgeist" - NEON Gallery, Brösarp (solo)

## Grupputställningar (urval)
- 2021 Vårsalongen Liljevalchs, Stockholm
- 2019 Salong CFF, Stockholm
- 2017 Höstsalongen Fotografiska, Stockholm
- 2016 Galleri Kontrast, Stockholm
- 2016 CFF, Stockholm
- 2015 CFF, Stockholm
- 2014 CFF, Stockholm
- 2014 Galleri Mårtenson & Persson, Båstad
- 2011 Galleri Mårtenson & Persson, Stockholm
- 2010 Edsvik Konsthall, Sollentuna
- 2009 Galleri Mårtenson & Persson, Båstad
- 2009 Nybro Konsthall, Pukeberg
- 2008 Helsinki Art Fair
- 2007 Galleri Uusitalo, Helsingfors
- 2006 Kulturhuset, Stockholm
- 2004 Kalmar Konstmuseum, Kalmar

## Representerad
- Eksjö museum, Sverige
- Nybro konsthall, Sverige
- Runö konstsamling, Sverige
- Privata samlare

## Filmografi
- Skräpytan (2020)